# Нельсон, Билл (музыкант)
Уи́льям «Билл» Не́льсон (Bill Nelson; 18 декабря 1948, Уэйкфилд, Великобритания) — вокалист, гитарист, клавишник, перкуссионист, композитор, автор текстов, продюсер.

## Биография
В конце 1960-х годов Нельсон начал выступать с различными любительскими группами, например, The Teenagers, Gentle Revolution и The Global Village. С последней он сделал в своей домашней студии свои первые записи, а в 1971 году вышел его сольный альбом «Northern Dream».
В 1972 году музыкант стал во главе группы Be Bop Deluxe, которой руководил в течение шести лет и с которой получил самый большой успех в своей карьере. Оставив Be-Bop Deluxe, Билл направил свои творческие силы на создание собственной формации, и таким образом в 1979 году образовалась группа Red Noise. Записанный в том же году альбом «Sound-On-Sound» оказался довольно динамичным, но слишком запутанным дебютом группы.
Вскоре Нельсон вернулся к сольной деятельности и изданный в этот период его собственной фирмой «Cocteau Records» сингл «Do You Dream In Colour» занял 52 место в британском чарте. Однако записанный в 1981 году для фирмы «Mercury» альбом «Quit Dreaming & Get On The Beam» достиг британского Top 10.
Далее, после непродолжительного периода сотрудничества с «Mercury» музыкант главным образом записывал в домашней студии лирические, подвигающие на размышления, альбомы. Также Нельсон был очень изобретательным продюсером и принимал участие в записях многих групп новой волны.
К разочарованию многих поклонников, после распада Ве-Вор Deluxe Нельсон редко брал в руки гитару, сменив её на клавишные и семплеры, с помощью которых сочинял музыку к фильмам и театральным спектаклям. Среди работ над последними выделялись музыкальные иллюстрации к спектаклям «Das Kabinett» и «La Belle La Bete», поставленным «Yorkghire Actors Company» и изданным на пластинках.
Многие произведения Нельсона с 1980-х годов считаются капризными, растянутыми композициями, которым решительно не хватало участия сторонних музыкантов. Собственные альбомы музыканта тиражировались исключительно его фан-клубом, однако такая элитарность не всегда сопровождалась качеством. Наконец, в 1991 году в записанном для независимой фирмы «Imaginary» альбоме «Luminous» Нельсон вернулся к очень решительному стилю, который был присущ его работам в 1970-х годах.
В 1997 Нельсон выступил продюсером альбома группы Nautilus Pompilius «Яблокитай», на котором так же участвовал в записи партий гитары.

## Дискография
- 1971: Northern Dream
- 1981: Quit Dreaming & Get On The Beam + Sounding The Ritual Echo (Atmospheres For Dreaming)
- 1981: Das Kabinett (The Cabinet Of Doctor Caligari)
- 1982: The Love That Whirls (Diary Of A Thinking Heart)
- 1982: La Belle Et La Bete (Beauty & The Beast)
- 1982: Permanent Flame — The Beginners Guide To Bill Nelson (бокс-сет из пяти синглов)
- 1982: Flaming Desire & Other Passions (бокс-сет из семи синглов)
- 1983: Chimera (mini-LP)
- 1983: Savage Gestures For Sake Charms
- 1984: Vista Mix
- 1984: Trial By Intimacy — The Book Of Splendours
- 1984: Summer Of God’S Piano
- 1984: Pavillions Of Heart & Soul
- 1984: Catalogue Of Obsessions
- 1985: Getting The Holy Ghost Across
- 1985: Trial By Intimacy
- 1985: The Two-Fold Aspect Of Everything
- 1986: Living For The Spangled Moment
- 1986: Orchestra Arcana — iconography
- 1986: Map Of Dreams
- 1987: Chance Encounters In The Garden Of Lights
- 1988: Optimism
- 1989: Duplex — The Best Of Bill Nelson
- 1989: Demonstrations Of Affection
- 1991: Luminous
- 1992: Blue Moon & Guitars Laughing
- 1995: Practically Wired… Or How I Became Guitarboy
- 1995: Crimsworth (Flowers Stones Fountains & Flame)
- 1995: Box-Set
- 1995: Culturemix With Bill Nelson
- 1996: After The Satellite Sings
- 1996: My Secret Studio. Vol.1
- 1997: Confessions Of Hyperdreamer
- 1997: Electricity Made Us Angels
- 1997: Buddha Head

### The Global Village
- 1970: A To Austra
- 1970: Astra Navigations

### Red Noise
- 1979: Sound On Sound